# Roy Sullivan
Roy Cleveland Sullivan (Condado de Greene, Virginia, 7 de febrero de 1912-Dooms, Virginia, 28 de septiembre de 1983) fue un guardabosques estadounidense del Parque nacional Shenandoah. Entre 1942 y 1977, Sullivan fue alcanzado por rayos en siete ocasiones diferentes y sobrevivió a todas ellas. El Libro Guinness de los récords reconoció a Sullivan como la persona que ha sido alcanzada por rayos la mayor cantidad de veces de la que se tengan registros. Falleció en 1983 a causa de una herida de bala en un suicidio luego de sufrir un desengaño amoroso.

## Estadística
La probabilidad de ser alcanzado por un rayo a lo largo de un periodo de 80 años se ha estimado es 1:10000. Si las descargas de rayos fueran eventos independientes, la probabilidad de ser alcanzado siete veces sería (1:10000)7 = 1:1028. Estos números sin embargo no son aplicables a Sullivan, quien por la naturaleza de su trabajo y su condición física estaba más expuesto a tormentas que una persona promedio. Además en Virginia, donde él vivía ocurren de 35 a 45 tormentas eléctricas por año, la mayoría en los meses de junio, julio y agosto. Entre 1959 y el 2000 los rayos mataron 58 personas e hirieron por lo menos a 238 personas en Virginia. En los Estados Unidos, 3239 personas murieron y 13,057 fueron heridas por rayos en ese período. La mayor parte de ellos hombres entre 20 y 40 años de edad que se encontraban al aire libre.